# Mia Gahne
Mia Karin Maria Gahne, född 26 september 1965, är en svensk journalist, översättare och författare. Hon skriver framförallt om mat, resor och livsstil och översätter spänningsromaner, bland annat Deon Meyer. Hon arbetar även som spökskrivare och har medverkat till kändisars kok- och livsstilsböcker som "Tony Irvings 10 : 10 danser, 10 menyer, 10 drinkar" med Tony Irving, "Jul med Ernst" och "Sommar med Ernst" med Ernst Kirchsteiger samt Börje Salmings kokböcker och hon var medförfattare till boken "Sex, droger & en DJ" med Isabel Adrian.
Hon har även skrivit egna kokböcker och reseguider till New York och Florida. År 2011 fick hon Guldpennan av Gastronomiska Akademien.

### Översättningar (urval)
- Sue Grafton: S som i saknad (Kriminalförlaget, 2006)
- Deon Meyer: Devils peak (Weyler, 2010)
- Clare Mackintosh: Jag lät dig gå (Lind & Co, 2016)
- Michael Robotham: Liv eller död (Lind & Co, 2017)